# Liste der Seen im Kanton Waadt
Die folgende Liste enthält benannte Seen und andere Stillgewässer im Kanton Waadt.
| Bild | Name des Sees                         | Gemeinde(n) | Zufluss                                            | Abfluss           | Fläche in km² | Höhe über Meer | Maximale Tiefe in Meter | Koordinaten     |
| ---- | ------------------------------------- | --- | -------------------------------------------------- | ----------------- | ------------- | -------------- | ----------------------- | --------------- |
|      | Lac d’Ai                              | Leysin |                                                    |                   | 0,009         | 1887 m ü. M.   |                         | 566635 / 134832 |
|      | Étang Arnex                           | Arnex-sur-Orbe |                                                    |                   | 0,013         | 548 m ü. M.    |                         | 528693 / 170619 |
|      | Étang Avale Étang du Duzillet         | Ollon |                                                    |                   | 0,11          | 384 m ü. M.    |                         | 563046 / 126800 |
|      | Lac Brenet                            | L’Abbaye, Le Lieu |                                                    | Orbe              | 0,65          | 1002 m ü. M.   | 18                      | 514656 / 169644 |
|      | Étang de la Bressonne Lac de Vuargnes | Lausanne |                                                    |                   | 0,016         | 849 m ü. M.    |                         | 543378 / 158201 |
|      | Lac de Bret                           | Puidoux |                                                    |                   | 0,490         | 674 m ü. M.    | 13                      | 548918 / 151570 |
|      | Lac de Bretaye                        | Ollon |                                                    |                   | 0,044         | 1780 m ü. M.   |                         | 571779 / 130583 |
|      | Lac des Chavonnes                     | Ormont-Dessous |                                                    |                   | 0,054         | 1690 m ü. M.   |                         | 572827 / 131368 |
|      | Gour de Comborsin                     | Rougemont |                                                    |                   | 0,0007        | 1716 m ü. M.   |                         | 582190 / 143853 |
|      | Lac Ecoffy                            | Bettens, Boussens |                                                    |                   | 0,015         | 586 m ü. M.    |                         | 534798 / 163098 |
|      | Lac de l’Entonnoir                    | Ormont-Dessous |                                                    |                   | 0,005         | 1693 m ü. M.   |                         | 572445 / 131351 |
|      | Étang du Gresaley                     | Savigny |                                                    |                   | 0,002         | 867 m ü. M.    |                         | 545480 / 156898 |
|      | Lac de l’Hongrin                      | Château-d’Oex, Ormont-Dessous | Hongrin, Petit Hongrin                             | Hongrin           | 1,6           | 1250 m ü. M.   | 105                     | 570197 / 141542 |
|      | Lac de Joux                           | L’Abbaye, Le Chenit, Le Lieu | Orbe                                               | Orbe              | 8,77          | 1004 m ü. M.   | 32                      | 511710 / 165850 |
|      | Les Gouilles                          | Rougemont |                                                    | Ruisseau de Ruble | 0,003         | 1952 m ü. M.   |                         | 582546 / 145159 |
|      | Le Gour                               | Château-d’Oex |                                                    |                   | 0,0001        | 1998 m ü. M.   |                         | 579926 / 136938 |
|      | Le Gour                               | Château-d’Oex |                                                    |                   | 0.003         | 1836 m ü. M.   |                         | 578784 / 137878 |
|      | Lac Léman Genfersee                   | Allaman, Bourg-en-Lavaux, Buchillon, Bursinel, Chardonne, Chexbres, Coppet, Corseaux, Crans (VD), Dully, Founex, Gland, La Tour-de-Peilz, Lausanne, Lutry, Mies, Montreux, Morges, Noville, Nyon, Paudex, Perroy, Prangins, Préverenges, Puidoux, Pully, Rivaz, Rolle, Saint-Prex, Saint-Saphorin, Saint-Sulpice, Tannay, Tolochenaz, Vevey, Veytaux, Villeneuve | Aubonne, Dranse, Rhone, Venoge                     | Rhone             | 580           | 372 m ü. M.    | 310                     | 530600 / 145500 |
|      | Lac Lioson                            | Ormont-Dessous |                                                    |                   | 0,07          | 1848 m ü. M.   |                         | 576171 / 137251 |
|      | Lac de Mayen                          | Leysin |                                                    |                   | 0,01          | 1824 m ü. M.   |                         | 567320 / 135213 |
|      | Lac de Morat Murtensee                | Avenches, Faoug, Vully-les-Lacs | Broye                                              | Broyekanal        | 22,8          | 429 m ü. M.    | 45                      | 572900 / 197950 |
|      | Lac de Nervaux                        | Corbeyrier |                                                    |                   | 0,008         | 1493 m ü. M.   |                         | 565027 / 136345 |
|      | Lac de Neuchâtel Neuenburgersee       | Bonvillars, Cheseaux-Noréaz, Chevroux, Concise, Corcelles-près-Concise, Cudrefin, Grandson, Montagny-près-Yverdon, Onnens, Vully-les-Lacs, Yverdon-les-Bains, Yvonand | L’Areuse, Canal de la Broye, La Mentue, La Thielle | Zihlkanal         | 217,9         | 429 m ü. M.    | 152                     | 555200 / 195100 |
|      | Lac Noir                              | Ollon |                                                    |                   | 0,01          | 1715 m ü. M.   |                         | 572323 / 130797 |
|      | Lac Pourri                            | Corbeyrier |                                                    |                   | 0,025         | 1506 m ü. M.   |                         | 566021 / 137150 |
|      | Lac Retaud                            | Ormont-Dessus |                                                    |                   | 0,013         | 1685 m ü. M.   |                         | 581585 / 134325 |
|      | Lac Rond                              | Corbeyrier |                                                    |                   | 0,01          | 1498 m ü. M.   |                         | 565949 / 137615 |
|      | Lac de Sauvabelin                     | Lausanne |                                                    |                   | 0,01          | 661 m ü. M.    |                         | 538598 / 154350 |
|      | Lac Segray                            | Leysin |                                                    |                   | 0,003         | 2066 m ü. M.   |                         | 567197 / 136115 |
|      | Lac Ter                               | Le Lieu |                                                    |                   | 0,03          | 1017 m ü. M.   |                         | 512354 / 167521 |
|      | Lac du Vernex                         | Rossinière | La Sarine                                          | La Sarine         | 0,28          | 858 m ü. M.    |                         | 571811 / 145881 |
|      | Étang de Versvey                      | Yvorne |                                                    |                   | 0,12          | 377 m ü. M.    |                         | 560689 / 132015 |
|      |                                       | |                                                    |                   |               |                |                         |                 |

## Ehemalige Seen
- Lac de Jaman